# Czechy na zimowych igrzyskach olimpijskich
Czechy wystartowały we wszystkich zimowych IO od podziału Czechosłowacji i uzyskaniu niepodległości w 1993 roku. Reprezentowane były przez 319 sportowców (242 mężczyzn i 77 kobiety). Najwięcej medali zdobyły w 2014 na igrzyskach olimpijskich w Soczi.

## Klasyfikacja medalowa
| Igrzyska            | Złoto | Srebro | Brąz | Razem |
| ------------------- | ----- | ------ | ---- | ----- |
| 1994 Lillehammer    | 0     | 0      | 0    | 0     |
| 1998 Nagano         | 1     | 1      | 1    | 3     |
| 2002 Salt Lake City | 1     | 2      | 0    | 3     |
| 2006 Turyn          | 1     | 2      | 1    | 4     |
| 2010 Vancouver      | 2     | 0      | 4    | 6     |
| 2014 Soczi          | 2     | 4      | 2    | 8     |
| 2018 Pjongczang     | 2     | 2      | 3    | 7     |
| Razem               | 9     | 11     | 11   | 31    |

### Według dyscyplin
| Dyscyplina            | Złoto | Srebro | Brąz | Razem |
| --------------------- | ----- | ------ | ---- | ----- |
| Biegi narciarskie     | 1     | 5      | 3    | 9     |
| Łyżwiarstwo szybkie   | 3     | 2      | 2    | 7     |
| Hokej na lodzie       | 1     | -      | 1    | 2     |
| Snowboarding          | 2     | -      | 1    | 3     |
| Narciarstwo dowolne   | 1     | -      | -    | 1     |
| Biathlon              | -     | 4      | 3    | 7     |
| Narciarstwo alpejskie | 1     | -      | 1    | 2     |
| Razem                 | 9     | 11     | 11   | 31    |